# Bifidobacterium adolescentis
Espèce
Synonymes
- Bifidobacterium stercoris Kim et al., 2010[2]

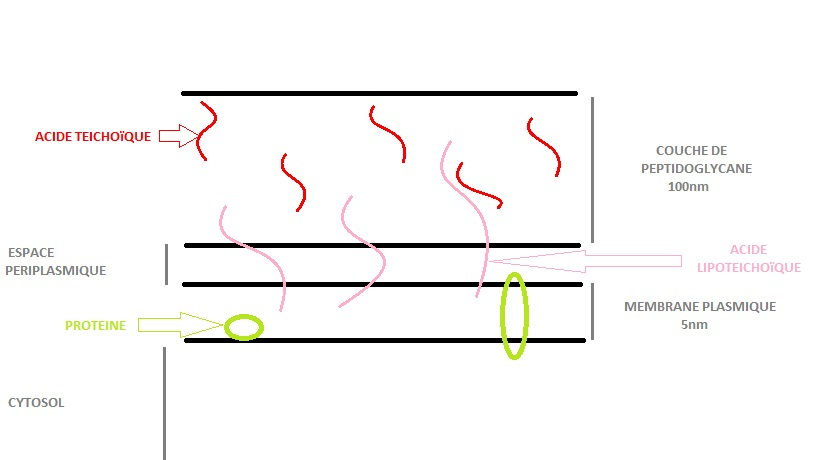
Schéma de la paroi d'une bactérie à Gram positif.

Bifidobacterium adolescentis est une espèce de bactéries à Gram positif, de la famille des Bifidobacteriaceae. On la retrouve dans le tube digestif de tous les êtres vivants hétérotrophes d’où son anaérobiose stricte. La colonisation du tube digestif par Bifidobacterium adolescentis se fait immédiatement après la naissance.

## Historique
C’est Henry Tissier qui isole cette bactérie en 1899 dans les excréments de nouveau-nés allaités.
Gerhard Reuter (d), vétérinaire allemand, en fait une description en 1963.

## Taxonomie
Le nom correct complet (avec auteur) de ce taxon est Bifidobacterium adolescentis Reuter 1963.
Bifidobacterium adolescentis a pour synonyme :
- Bifidobacterium stercoris Kim et al. 2010

### Étymologie
L'étymologie du nom spécifique est la suivante : ad.o.le.scen.tis. L. n. adolescens -tis, adolescent; L. gen. masc./fem. n. adolescentis, d'un adolescent.

## Structure
Bifidobacterium adolescentis possède une forme particulière irrégulière et un génome de 2,1 Mpb. Comme toutes les bactéries, son chromosome est circulaire ; il est constitué de 1 633 gènes. Chez B. adolescentis, les transferts de génomes sont limités.
B. adolescentis n’est pas mobile. En effet, elle ne possède aucun flagelle.
Cette bactérie n’est pas pathogène. Elle est très sensible à de nombreux antibiotiques.

## Métabolisme et intérêts
B. adolescentis représente un intérêt pour les scientifiques étant donné ses propriétés bénéfiques pour la santé. B. adolescentis peut être reconnue comme :
- Probiotique
- Productrice d’enzymes qui interviennent dans le métabolisme de prébiotiques.

Un probiotique est un microorganisme vivant qui ajouté comme complément à certains produits alimentaires tels que les yaourts ou les céréales notamment, exerce un effet bénéfique sur la santé de l’hôte. Il fait partie de la flore intestinale.
B. adolescentis synthétise diverses vitamines qui représentent un apport bénéfique pour l’Homme. B. adolescentis produit du folate dans le côlon, elle permet d’augmenter la concentration de cette molécule dans le côlon. Le folate est une vitamine hydrosoluble du complexe B, c’est la vitamine B9. Celle-ci est présente dans les haricots, les lentilles, les légumes verts à feuilles, le jus d’orange et les noix. L’acide folique qu’on appelle aussi acide folacine est la forme synthétique du folate que l’on retrouve dans les suppléments vitaminiques et les aliments enrichis. C’est à ce moment-là que B. adolescentis joue le rôle de probiotique puisque cette bactérie lutte contre le manque de folate dans les cellules épithéliales du colon. De plus, le folate intervient dans la lutte contre les inflammations et éventuellement les cancers du colon.
En effet en plus de la vitamine B9, cette bactérie synthétise :
- la vitamine B1 ;
- la vitamine B6 ;
- la vitamine B12 ;
- la vitamine B8 ou H (la Biotine) ;
- la vitamine B2 (Riboflavine) ;
- la vitamine C.

Les prébiotiques sont quant à eux des molécules en général issues de l’alimentation qui, dans la plupart des cas sont des oligosaccharides ou des polysaccharides à courte chaine constitués de deux à vingt unités de sucres environ, ils représentent une source sélective de nourriture pour les bactéries intestinales. Ce sont eux qui fournissent l’énergie aux probiotiques. Ils échappent à la digestion dans l’intestin grêle, ce sont donc des substrats potentiels pour l’hydrolyse et la fermentation pour les bactéries intestinales. Ces prébiotiques modulent ainsi la composition en bactéries de la flore intestinale.
B. adolescentis produit des enzymes, les glycosyl hydrolases. Ces enzymes dégradent un large éventail d’oligosaccharides. Par ailleurs, certaines de ces glycosyl hydrolases peuvent être utilisées pour préparer des oligosaccharides, prébiotiques potentiels par transglycosylation, ce qui permet d'allonger les oligosaccharides. La transglycosylation est un transfert de résidus osidiques d'un transporteur vers la cible moléculaire. De tels oligosaccharides peuvent influencer la composition microbienne au niveau des parties les plus distales du colon. Les produits de rencontre enzymes-substrat ne sont pas tous transglycosylés naturellement.

## Publication originale
- (de) G. Reuter, « Vergleichenden Untersuchung über die Bifidus-Flora im Säuglings- und Erwachsenenstuhl », Zentralblatt für Bakteriologie, Parasitenkunde, Infektionskrankheiten und Hygiene. Abteilung I, vol. 191,‎ 1963, p. 486-507.